# خفاش زرد آفریقایی
خفاش زرد آفریقایی (نام علمی: Scotophilus dinganii) نام یک گونه از سرده خفاش‌های زرد است.